# LaLa Song
„LaLa Song” este un single al lui Grasu XXL. A fost lansat pe 5 septembrie 2011 (în ziua de Luni) și este interpretat în colaborare cu Guess Who. „LaLa Song” a avut premiera pe Pro FM și pe canalul de YouTube al casei de producție Okapi Sound. Videoclipul melodiei a fost lansat pe 3 octombrie 2011 la MTV, iar mai târziu a fost urcat și online, pe YouTube. Videoclipul a fost realizat de Spike și echipa sa (Evil Twin Studio) în primăvară, într-un club din București, unde s-au adunat peste o sută de fani pentru a participa la filmări. Inițial, melodia era planificată pentru un nou album al lui Grasu XXL ('Unu') care, în cele din urmă, nu a mai văzut lumina zilei.

## Textul și muzica
„LaLa Song” are versuri compuse de Grasu, împreună cu Guess Who și deMoga (Marius Moga), iar muzica este semnată de C!prenko / deMoga (pentru deMoga Music). Masterul a fost realizat în Metropolis Studio, din Londra, Regatul Unit.

## Cronologie și lansare
Cu puțin timp în urmă, Grasu XXL a lansat o piesă cu Guess Who și Horia Brenciu - „Diamantele se sparg”, melodie inclusă pe albumul lui Guess Who - Tot Mai Sus. La Romanian Music Awards 2011, Grasu a cântat „LaLa Song” în variantă live.
Premiera single-ului „LaLa Song” a avut loc la ora 22:00 în ziua de 5 septembrie pe Pro Fm, în cadrul emisiunii LOL, găzduită de DJ Marius Onuc și Greeg. Grasu XXL a primit de la cei doi DJ-i Pro FM o rățușcă de cauciuc, urmând astfel să participe la „Curse de rațe de pe Dâmbovița”, care a avut loc pe 11 septembrie, la Piața Unirii, în dreptul Bibliotecii Naționale de la ora 12:00. Grasu XXL și Guess Who anunțaseră atunci că în aproximativ 2 sau 3 săptămâni va fi gata și videoclipul melodiei, în care există două polițiste și o rățușcă identică celei primite la Pro FM, amuzându-se de coincidență. Pe lângă distracția și glumele din studio, Greeg, Onuc și invitații lor au citit mesajele venite din partea ascultătorilor, monitorizând astfel părerile legate de „LaLa Song”.

## Succesul
Într-o lună de la lansare, piesa a devenit deja un hit, strângând aproape 1.500.000 de vizualizări pe YouTube. De asemenea, atunci când a fost lansată, a ajuns și în următoarele topuri YouTube:
| Loc ocupat | Top                        | Categorie |
| ---------- | -------------------------- | --------- |
| 3          | Top Rated (Today)          | Music     |
| 4          | Top Favorited (Today)      | Music     |
| 31         | Most Discussed (This Week) | Music     |
| 27         | Top Favorited (Today)      |           |
| 51         | Top Favorited (This Week)  | Music     |
| 41         | Top Rated (Today)          |           |
| 29         | Top Rated (This Week)      | Music     |

Piesa a intrat și în alte topuri YouTube care se stabilesc pe lună (Ex: #98 – Most Discussed (This Month) – Music).